# Phanerotoma somalica
Phanerotoma somalica är en stekelart som beskrevs av Pasquino Paoli 1934. Phanerotoma somalica ingår i släktet Phanerotoma och familjen bracksteklar. Inga underarter finns listade i Catalogue of Life.